# Малый Акташ
 Малый Акташ  — поселок в Аксубаевском районе Татарстана. Входит в состав Урмандеевского сельского поселения.

## География
Находится в южной части Татарстана на расстоянии приблизительно 10 км на север по прямой от районного центра поселка Аксубаево.

## История
Основан в 1929 году.

## Население
Постоянных жителей было: в 1938 году — 128, в 1949—125, в 1958—147, в 1970—149, в 1979—118, в 1989 — 51, в 2002 году 42 (чуваши 100 %), в 2010 году 29.